# George Gebhardt
George Gebhardt (Basilea, 1879 – Edensdale, 2 maggio 1919) è stato un attore svizzero naturalizzato statunitense che usò, talvolta, anche il nome George Gebhart.

## Biografia
Nato nel 1879 a Basilea, in Svizzera, George Gebhardt emigrò negli Stati Uniti dove intraprese la carriera di attore. Esordì sullo schermo nel 1908 in The Man in the Box, un cortometraggio diretto da Wallace McCutcheon, uno dei pionieri del cinema muto, in cui George Gebhardt recitò a fianco di D.W. Griffith, Mack Sennett e Gene Gauntier. Quando Griffith passò alla regia, l'attore di origine svizzera diventò uno dei nomi fissi della squadra di attori della Biograph. Nella sua carriera, Gebhardt prese parte a 136 film. 
Si sposò con l'attrice Madeleine West che apparve in diversi film sotto il nome di Mrs George Gebhardt.
Morì di tubercolosi nel 1919 a Edensdale all'età di quarant'anni.

## Filmografia parziale
- The Man in the Box, regia di Wallace McCutcheon – cortometraggio (1908)
- The Kentuckian, regia di Wallace McCutcheon – cortometraggio (1908)
- The Stage Rustler, regia di Wallace McCutcheon – cortometraggio (1908)
- The Fight for Freedom, regia di D.W. Griffith e Wallace McCutcheon Jr. – cortometraggio (1908)
- One Touch of Nature, regia di David W. Griffith – cortometraggio (1909)
- The Salvation Army Lass, regia di D.W. Griffith – cortometraggio (1909)
- The Broncho Buster's Rival – cortometraggio (1911)
- A Pair of Jacks (1912)
- Across the Sierras, regia di Al Christie e Milton J. Fahrney – cortometraggio (1912)
- Two Men and the Law – cortometraggio (1912)
- The Renegade, regia di Al Christie – cortometraggio (1912)
- Her Indian Hero, regia di Jack Conway, Al Christie e Milton J. Fahrney – cortometraggio (1912)
- The Love Trail – cortometraggio (1912)
- The Everlasting Judy, regia di Milton J. Fahrney – cortometraggio (1912)
- The Thespian Bandit – cortometraggio (1912)
- La medaglia disonorata (The Dishonored Medal), regia di Christy Cabanne - mediometraggio (1914)
- Thaïs, regia di Arthur Maude e Constance Crawley - mediometraggio (1914)
- Il segreto del sottomarino (The Secret of the Submarine), regia di George L. Sargent - serial (1916)
- The Sign of the Spade, regia di Murdock MacQuarrie (1916)
- Eternal Love, regia di Douglas Gerrard (1917)
- The Chosen Prince, or The Friendship of David and Jonathan, regia di William V. Mong (1917)
- Madame Spy, regia di Douglas Gerrard (1918)
- Fighting Through, regia di William Christy Cabanne (1919)